# Пиренеи (Луна)
Пиренеи — лунные горы на видимой стороне Луны, расположенные на восточной окраине Моря Нектара и ориентированные в меридиональном направлении. Диаметр горной структуры составляет около 167 км, максимальная высота гор над окружающей местностью около 3000 м, с пиком около 4000 м к западу от кратера Гутенберг. Кроме этого кратера на востоке от гор расположены кратеры Колумб (с крупным сателлитным кратером А), Магеллан (с крупным сателлитным кратером А), Гоклений, а также Море Изобилия. На западе от гор располагаются кратеры Годибер и Боненбергер.. Горы расположены в районе, ограниченном селенографическими координатами 11,9° — 17,32° ю. ш., 40,68° — 41,11° в. д. и изрезаны узкими долинами.
В соответствии с традицией именования лунных гор по названию земных, использовано название гор Пиренеи — горной системы во Франции, Испании и Андорре.